# Златна клетка
„Златна клетка“ (на испански: La jaula de oro) е мексиканска теленовела от 1997 г., режисирана и продуцирана от Хосе Рендон за Телевиса. Адаптация е на теленовелата С чиста кръв от 1985 г., създадена от Мария Саратини.
В главните роли са Едит Гонсалес и Саул Лисасо, а в отрицателната – Рене Касадос.

## Сюжет
Алекс Монкада е сценарист, който се е оженил за жена на име Каролина Валтиера. Няколко дни след сватбата Каролина умира при странни обстоятелства. Малко сред това, по време на едно пътуване, Алекс е обвинен в убийството на жена и е хвърлен несправедливо в затвора, но успява да избяга при избухването на пожар.
Алекс иска да разследва смъртта на съпругата си, за да открие истинския убиец. За да направи това, той решава да се свърже със семейството ѝ, там открива Ориана, близначката ѝ.
Ориана е жена с ума на дете. Тя е травмирана психически, защото на 10-годишна възраст е била изнасилена от служител на дядо си, но въпреки че не помни нищо от случилото се, умът ѝ остава блокиран. Така тя живее, изолирано и щастливо, в голяма къща в провинцията наречена Вила Мирафлорес, с кучетата си и леля си, Офелия.
От друга страна, Флавио, амбициозен адвокат, който се интересува само от съдбата и наследството на Ориана. Той получава разрешение от Офелия, за да се ожени за племеницата ѝ. Бракът между Флавио и Ориана е факт, но двамата са нещастни, така Ориана се влюбва в Алекс. Двамата са известни като наследници на големи богатства (Алекс от съпругата си; Ориана от дядо си), но трябва да минат през много трудности, защото са заобикалени от амбициозни хора, чиято единствена цел са парите.

## Актьори
- Едит Гонсалес – Ориана Валтиера / Каролина Валтиера / Рената Дуарте
- Саул Лисасо – Алекс Монкада / Франко Лопес
- Рене Касадос – Флавио Канет
- Мария Тереса Ривас – Офелия Касасола
- Антонио Меделин – Омар
- Патрисио Кастилио – Бенхамин Асеведо
- Сесилия Коронел – Елис Канет
- Арселия Рамирес – Марта
- Ванеса Бауче – Кристина
- Сокоро Бония – Доня Тере
- Фернандо Саенс – Валерио
- Хайме Лосано – Артемио
- Кения Гаскон – Камелия
- Алфа Акоста – Марианела
- Исаура Еспиноса – Долорес
- Еди Хол – Алберто
- Рикардо Далмачи – Густаво
- Мария де Соуса – Амира
- Барбара Гомес – Рехина
- Тони Марсин – Ана
- Ана Мария Хакобо – Северина
- Ернесто Ривас – Серхио
- Жанет Руис – Роса
- Фернандо Рубио – Максимино
- Сулема Крус – Радиорепортерка
- Клаудио Рохо – Полицай
- Юдит Муедано – Рецепционистка
- Франсиско Арос – Сесар Валтиера
- Лиляна де Ита – Госпожа
- Хосе Оливарес – Млад мъж
- Хулиан де Хесус Нуниес – Педро
- Мария Долорес Олива – Ирене

## Премиера
Премиерата на Златна клетка е на 28 април 1997 г. по Canal de las Estrellas. Последният 70. епизод е излъчен на 1 август 1997 г.

## Адаптации
- Златна клетка е римейк на теленовелата С чиста кръв, продуцирана за Телевиса през 1986 г. от Ернесто Алонсо, с участието на Кристиан Бах и Умберто Сурита.
- През 2012 г. е създаден нов римейк на историята - Смела любов, продуцирана за Телевиса от Карлос Морено, с участието на Силвия Наваро, Кристиан де ла Фуенте, Летисия Калдерон, Флавио Медина, Сесар Евора и Лаура Кармине.